# Laccophilus flores
Laccophilus flores är en skalbaggsart som beskrevs av Lars Hendrich och Michael Balke 1998. Laccophilus flores ingår i släktet Laccophilus och familjen dykare. Inga underarter finns listade i Catalogue of Life.